# Sonjay Dutt
Retesh Bhalla, meglio conosciuto con il ring name Sonjay Dutt (Washington, 7 aprile 1982), è un wrestler, manager e produttore televisivo statunitense sotto contratto con la All Elite Wrestling.

## Personaggio

### Mosse finali
- 450º splash
- Camel clutch
- Standing sitout shiranui

### Soprannomi
- "American Monkey"
- "Guru"
- "Mamu"
- "Original Playa from the Himalaya"

## Titoli e riconoscimenti
- American Pro Wrestling Alliance
  - APWA World Junior Heavyweight Championship (1)

- Combat Zone Wrestling
  - CZW World Junior Heavyweight Championship (1)

- Ring Ka King
  - World Cup of Ring Ka King (2012) – con Abyss, Brutus Magnus, Deadly Danda e Scott Steiner

- Total Nonstop Action Wrestling
  - World X Cup (2006) – con Alex Shelley, Chris Sabin e Jay Lethal